# Chao-opera
Chao-opera is een van de vele Chinese opera's. Het wordt voornamelijk gespeeld in Shantou, Chaozhou, Jieyang, Hongkong, Zuid-Fujian, Taiwan, Maleisië, Thailand, Frankrijk en andere gebieden waar veel Chaozhounezen wonen en het dialect Chaozhou spreken.
De operavorm bestaat al meer dan vijfhonderd jaar en heeft ongeveer twintig miljoen fans op de wereld.
Het Chaozhou opera bestaat uit Chaozhounese muziek, dans, zang, acrobatiek en natuurlijk het Chaozhou.

## Chao-operastukken (pinyinenChinees)
- Gaoshen 《告神》
- Naochai 《闹钗》
- Soulou 《搜楼》
- Zhenzhuta 《珍珠塔》
- Zhongnanhun 《終南魂》
- Wuzetian 《武则天》
- Huan'ouji《换偶记》 Huan'ouji op Youtube
- Sanchuanggong 《三闖宮》
- Wufenglou 《五鳯樓》
- Xiangxidian 《雙喜店》
- Baigaoliang 《白高梁》
- Shuilou'an 《水牢案》
- Dishuiji 《滴水記》 Dishuiji op zwart-witfilm
- Pipaji 《琵琶記》
- Chaifanghui 《柴房會》 Chaifanghui op Youtube
- Huashanhui 《華山會》
- Jingbianhui-huishu --Liuyaoqi 《井邊會—回書》——刘咬臍 Lisanniang-Jingbianhui op zwart-witfilm
- Gaoqinfu 《告亲夫》 Gaoqinfu op zwart-witfilm
- Caocui'e 《曹翠娥》
- Wangxifeng 《王熙鳳》
- Zhaoshaoqing 《趙少卿》
- Hongchengchou 《洪承疇》
- Yuanchonghuan 《袁崇煥》
- Liumingzhu 《刘明珠》 Liumingzhu op Youtube
- Cilangzhou 《辭郎洲》
- Baiyufeng 《白玉鳳》
- Jinhuanü 《金花女》
- Zhuyulian 《朱玉蓮》
- Qinxianglian 《秦香蓮》
- Liuyuniang 《柳玉娘》
- Suliuniang 《蘇六娘》 Suliuniang op Youtube
- Lijingji《荔鏡記》 Lijingji op Youtube
- Chensanwuliang 《陳三五娘》 Chensanwuliang op Youtube
- Chuncaochuangtang --Zouleiting 《春草闖堂》——《鄒雷霆》
- Taohuaguodu 《桃花過渡》
- Baihuazengjian 《百花贈劍》
- Wuyuechunchou 《吳越春秋》
- Zhaoshigua'er 《趙氏孤儿》
- Luoshuixianji 《洛水仙姬》
- Diqingquqi 《狄青取旗》
- Hanwenhuanghou 《漢文皇后》
- Biboxianzi 《碧波仙子》
- Liubeizhaoqin 《劉備招親》
- Sanguoqilv 《三國奇緣》
- Duwangzhanzi 《杜王斬子》
- Bixueyangzhou 《碧血揚州》
- Kujinganlai 《苦盡甘來》
- Chuanxidingqin 《串戲定親》
- Poshuichengqin 《潑水成親》
- Luotongsaobei 《羅通掃北》
- Jinhuaduyang 《金花牧羊》
- Silangtanmu 《四郎探母》
- Yanglingpobianben 《楊令婆辯本》 Yanglingpobianben op Youtube
- Wangmaoshengjinjiu 《王茂生進酒》
- Zhengyuanheluolan 《鄭元和落難》
- Huangdiyucungu 《皇帝与村姑》
- Wanglaohuqiangqin 《王老虎搶親》
- Chentaiyesuanxu 《陳太爺選婿》
- Zhangchunlangxuefa 《張春郎削髮》 Zhangchunlangxuefa op Youtube
- Xujiujingshenggongji 《徐九經升官記》
- Lümaofenghuilihou 《掠帽風會李后》
- Weiwudiyoujiangnan 《威武帝遊江南》
- Baogongsankanhudiemeng 《包公三勘蝴蝶夢》
- Liubowenbaichenyouliang 《劉伯溫敗陳友諒》
- Yangnaiwuyuxiaobaicai 《楊乃武與小白菜》